# Kościół św. Jana Chrzciciela w Olsztynie
Kościół świętego Jana Chrzciciela – rzymskokatolicki kościół parafialny należący do dekanatu Olsztyn archidiecezji częstochowskiej.

## Historia

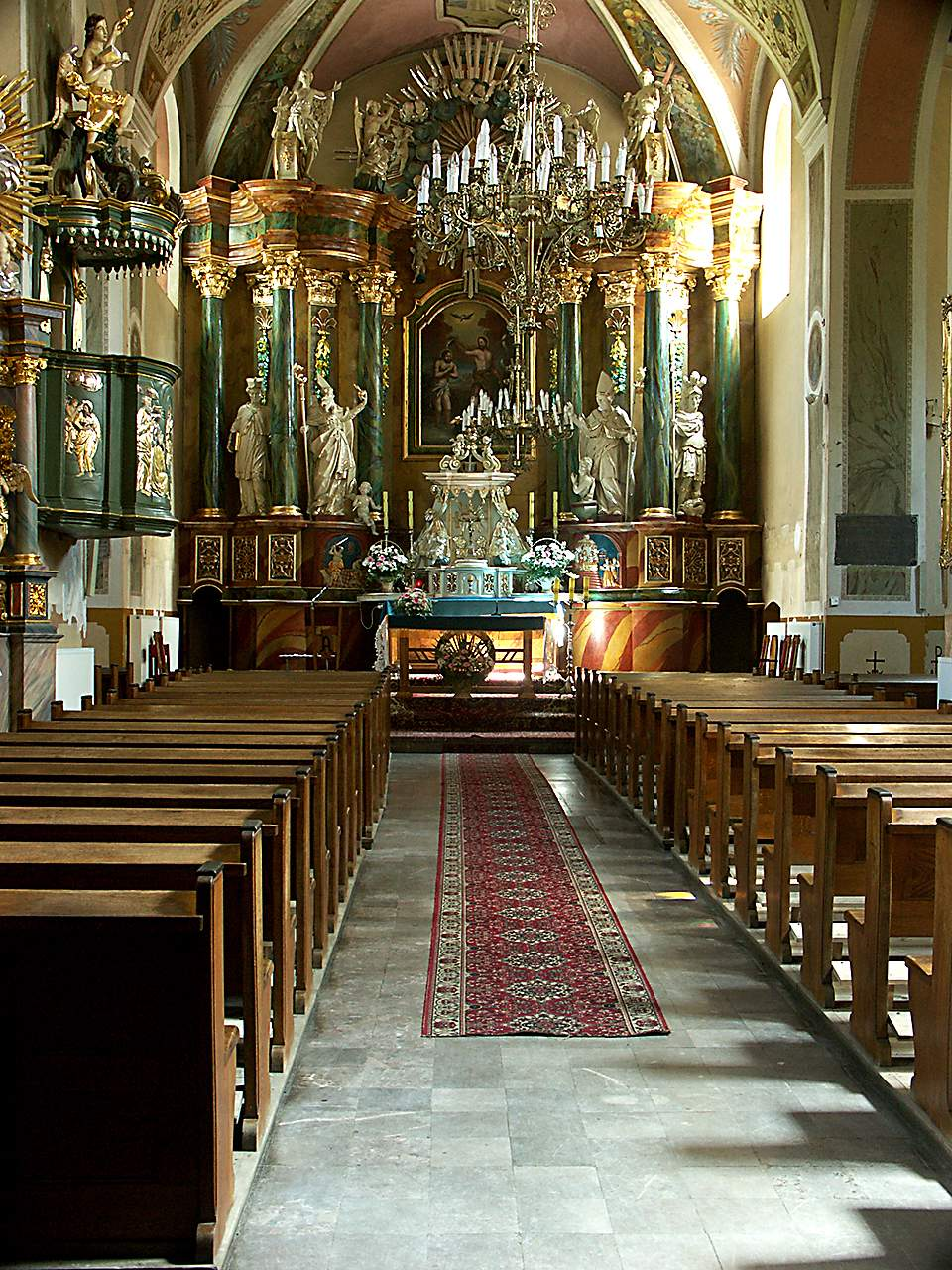
Wnętrze

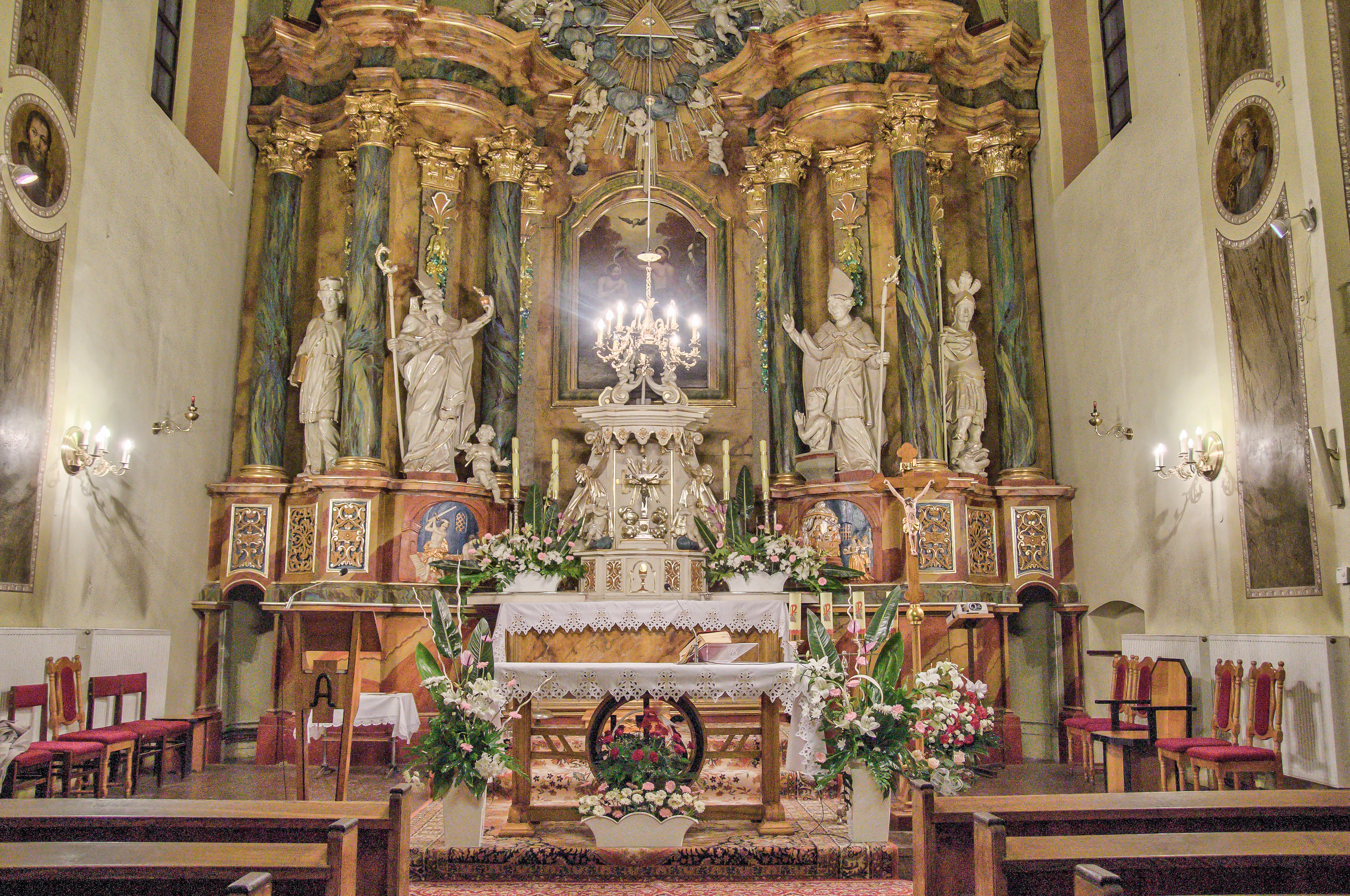
Ołtarz główny

Za datę powstania Kościoła w Olsztynie przyjmuje się pierwszą połowę XVIII w. Przyczyną wybudowania był pożar całego miasta, podczas którego spalił się kościół z 1600 zbudowany z drzewa i usytuowany wśród drewnianych domów. Ówczesny proboszcz Łęczyński chcąc uniknąć podobnych nieszczęść, postanowił wybudować nowy, murowany kościół poza miastem. Prace rozpoczęły się w 1719. Finansowego wsparcia udzielili starości olsztyńscy: książę Jerzy Lubomirski, który zezwolił na wyburzenie części zdewastowanego zamku i wyrąb drzewa z lasu oraz jego następca Wojciech z Kurozwęk Męciński. Ostatecznie budowa kościoła została ukończona w 1726. Ołtarze konserwował Ambroży Bieganowski.
Jest to świątynia ufundowana przez starostę olsztyńskiego, Jerzego Dominika Lubomirskiego. Wybudowano ją w latach 1722-29. Kościół został wzniesiony w stylu późnobarokowym  i do jego budowy użyto w znacznej części rozebrane mury zamku. Wyposażenie budowli ufundowane zostało natomiast przez starostę Wojciecha Męcińskiego. Budowla została konsekrowana w 1729 roku przez biskupa inflanckiego, Adama Augustyna Wessla. Jednonawowa świątynia, posiadająca dwie boczne kaplice, została zbudowana na planie krzyża. Do wyposażenia kościoła można zaliczyć m.in. pięć bogato zdobionych ołtarzy. W głównym ołtarzu, w stylu późnobarokowym, posiadającym sześć kolumn, znajduje się obraz chrztu Jezusa w Jordanie. Ołtarz jest ozdobiony również figurami świętych. Budowla była remontowana m.in. w latach 1836, 1907, 1956-58, a także w latach późniejszych. W krypcie świątyni są umieszczone trzy trumny. Zostały w nich pochowane bardzo dobrze zachowane, zmumifikowane szczątki uczestnika Konfederacji Barskiej, kobiety w czarnym czepcu, oraz księdza Joachima Myszkierskiego.

## Architektura
- Ołtarz główny – styl późnego baroku. Ma sześć kolumn i obraz przedstawiający chrzest Jezusa w Jordanie. Figury świętych pomiędzy kolumnami: św. Jerzy, św. Stanisław Biskup, św. Augustyn oraz postać bliżej nieznanego świętego (być może święty Jan Kanty).
- Epitafia – dwa na ścianach kościoła. Jedno przy zakrystii – biskupa tytularnego martypolitańskiego, Michała herbu Kościesza Kosmowskiego oraz znajdujące się w arkadzie przeciwległej kaplicy Świętych Aniołów, obok ołtarza pod tym wezwaniem. Epitafium to zostało poświęcone, jak głosi napis, „Czcigodnym zwłokom Księdza Joachima Myszkierskiego, Kanonika, Przykładnego Pasterza w Olsztynie. Po 70 latach ludzkości poświęconego życia, z żalem powszechnym dnia 10 lipca 1825 zeszłego, wdzięczność położyła”.
- Krypta – znajdują się trzy trumny. W jednej leżą bardzo dobrze zachowane zmumifikowane zwłoki w mundurze oficera wojska polskiego z okresu Konfederacji Barskiej. W drugiej zwłoki kobiety w czarnym czepcu, a w trzeciej księdza Joachima Myszkierskiego.